# Anton Rochel
Anton Rochel, magyarosan: Rochel Antal (Neunkirchen (Steinfeld mellett Alsó-Ausztriában), 1770. június 18. – Graz, 1847. május 12.) orvos, a Pesti Egyetem botanikus kertjének főkertésze. Botanikai szakmunkákban nevének rövidítése: „Rochel”.

## Élete
Neunkirchenben született, hol atyja kalmár volt. Miután anyját korán elvesztette, atyja Kuttenbergbe küldte a jezsuita iskolába. Bécsben a sebészeti tanulmányokat végezte és 1785 szeptemberében sebészhez ment segédnek. 1788-tól az osztrák, majd a francia, belga és holland hadseregben is szolgált. A háborúk bevégezte után visszatért Bécsbe tanulmányainak folytatása végett. 1792 szeptemberében sebészmester lett, majd a szülészmesteri diplomát is megszerezte. Ezután ismét az osztrák seregben mint sebész szolgált; részt vett a franciák elleni háborúban, elfogták, de kiváltották. A hadseregből kilépve egy ideig Franciaországban, Belgiumban és Hollandiában élt. 1798-ban visszatért Ausztriába és mint orvos Morvaországban működött, 1800-tól 1820-ig pedig Magyarországban Veszelében (Nyitra megye) és Rovnyén (Trencsén megye). 1820 októberében kineveztetett a pesti egyetemi botanikus kert főkertészének; mire Trencsén vármegye kertjéből 400 élő növényt hozott ide. Húsz éven át a kertet fölvirágoztatta. A haza növényritkaságait ide gyűjtötte össze, innét azután a külföld botanikus kertjeibe is eljutottak. 1840. március 10-én nyugalomba vonult és 1841-ben Grazba költözött.
Cikkei a Florában (1831. Erster Nachtrag zu dem Verzeichnisse der wild wachsenden Pflanzen des Banates); a Linnaeaban (XII. Beiträge zur Gattung Mentha, XIII. Waldsteinia trifolia Roch. Eine neue Art aus Siebenbürgen).

## Munkái
- Plantae Banatus rariores iconibus et descripcionibus illustratae. Praemisso tractatu phyto-geographico et subnexis additamentis in terminologiam botanicam. Accedunt tubulae botanicae XL et mappae lithographicae. Pest, 1828.
- Pflanzen-Umrisse aus dem südöstlichen Karpath des Banats. Erste Lieferung mit 82 Abbildungen in natürlicher Grösse sammt den nöthigen zergliederungen auf den 39 Tafelsn, nach dem Leben gezeichnet und mit Beschreibungen versehez. Wien, 1826. (Ismeretlen mű, csak a czímlapja jelent volna meg?).
- Naturhistorische Miscellen über den nord-westlichen Karpath in Ober-Ungarn. Mit einer Karte. Pesth, 1821.
- Botanische Reise in das Banat in Jahre 1835, nebst Gelegenheitsbemerkungen und einem Verzeichnisse allerbis zur Stunde daselbst wildwaschensenden phanerogamischen Pflanzen sammt topographischen Beiträgen über den südöstrlichen Theil des Donau-Stromes im österr. Kaiserthume. Uo. 1838. kőnyom. képpel.

Kézirati munkái: a drezdai kir. természetrajzi tárban, összesen 11 darab (felsorolja Wurzbach); a Magyar Nemzeti Múzeum botanikai osztályában; Descriptio et delineatio peloriae Scabiosae columbariae, Elenchus plantarum in comit. Trencsin, Liptó et Nitriensi lectarum, Ad loca Natalia plantarum Hungariae praeprimis Carpathi comitt. Trencsin. et Banatus); bánáti füvészeti gyűjtemények egy része szintén a m. n. múzeumban vannak; nagy herbáriumát pedig, melyet már 1797-ben kezdett gyűjteni, 1839-ben 600 frt évi járadékért Frigyes Ágost szász királynak adta el.
Rovnyei tartózkodása alatt 4 centuria szárított növényt adott ki az ország és Trencsén vármegye florájából.